# Drew S. Days

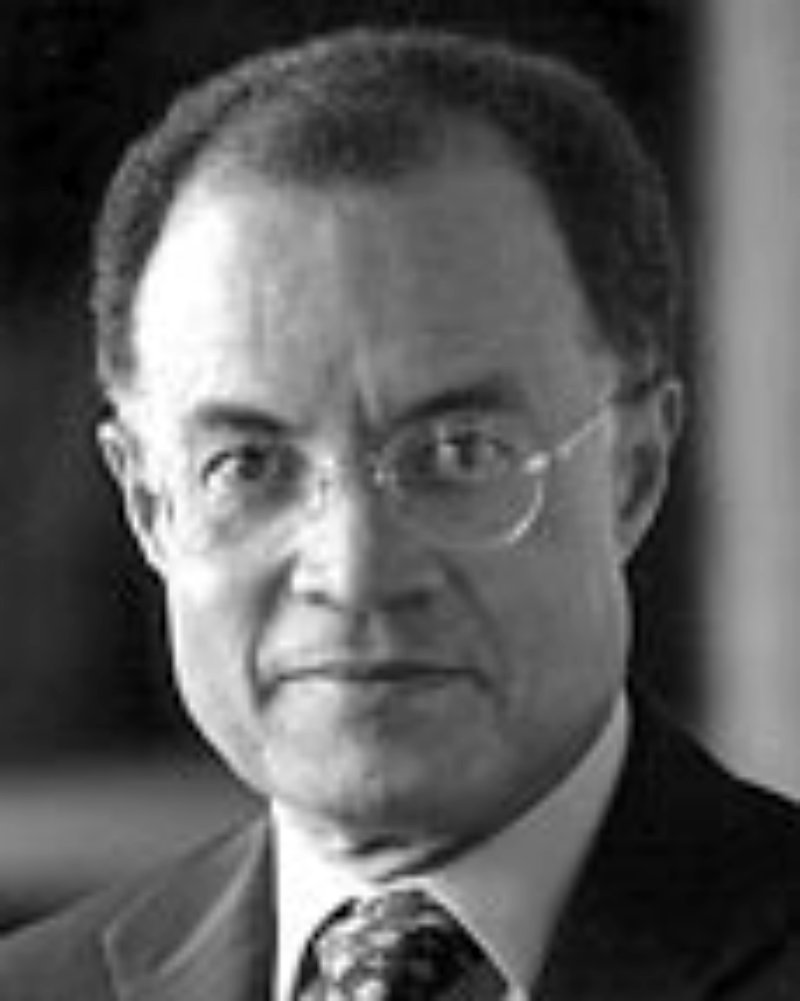
Drew S. Days III

Drew Saunders Days III (* 29. August 1941 in Atlanta, Georgia; † 15. November 2020 in East Haven, Connecticut) war ein US-amerikanischer Jurist und United States Solicitor General.

## Biografie
Nach dem Besuch der High School von New Rochelle studierte er zunächst am Hamilton College und erwarb dort 1963 einen Bachelor of Arts (B.A.). Ein anschließendes Postgraduiertenstudium der Rechtswissenschaften an der Law School der Yale University beendete er 1966 mit einem Bachelor of Laws (LL.B.). Unmittelbar darauf erhielt er seine Zulassung als Rechtsanwalt im Bundesstaat Illinois.
Nach einem Aufenthalt in Honduras als Mitglied des Friedenscorps von 1967 bis 1969 war er zwischen 1969 und 1977 Erster Assistent des Rechtsberaters für gerichtliche Verteidigung und den Erziehungsfonds der National Association for the Advancement of Colored People (NAACP) in New York City. 1970 erhielt er auch die Zulassung als Rechtsanwalt im Staat New York. Während dieser Zeit war er von 1973 bis 1975 auch Professor für Rechtswissenschaften an der Temple University in Pennsylvania.
1977 wurde er Mitarbeiter im Justizministerium der Vereinigten Staaten und war dort als Assistent des US Attorney General bis 1980 Leiter der Abteilung für Zivilrecht. Er war damit der erste Afroamerikaner, der dieses Amt bekleidete. Seit 1981 ist er als Professor für Rechtswissenschaften in Yale tätig und hat dort seit 1992 die Alfred M. Rankin-Professur inne.
Im Mai 1993 wurde Days von US-Präsident Bill Clinton zum US Solicitor General berufen und bekleidete dieses Amt etwas mehr als drei Jahre bis Juli 1996.
Drew S. Days engagierte sich darüber hinaus in mehreren anderen Organisation und Vereinigungen und ist Mitglied des Beratungsgremiums der American Constitution Society for Law and Policy, Vorstandsmitglied der John D. und Catherine T. MacArthur Foundation sowie Kurator (Trustee) des Hamilton College. Des Weiteren war er sowohl Fellow der American Bar Association als auch der American Academy of Arts and Sciences.